# Kerry il trapper
Kerry il trapper è una serie a fumetti creata da Tiziano Sclavi per Sergio Bonelli Editore e pubblicata dal 1983 sulla Nuova Collana Araldo in appendice alle storie del Comandante Mark. L'autore rielabora alcune tematiche classiche del genere western realizzando personaggi moderni e credibili con ambientazioni fantastiche, anticipando alcune delle principali tematiche che si ritroveranno poi in Dylan Dog.

## Storia editoriale
La serie venne pubblicata per alcuni mesi in appendice agli albi della serie del Comandante Mark edita dalle Edizioni Araldo con storie scritte da Tiziano Sclavi, e poi da Giorgio Pelizzari e Marcello Toninelli e disegnate da Marco Bianchini e da Domenico e Stefano Di Vitto.
Tutta la serie delle storie scritte da Sclavi venne raccolta nel 2008 in due volumi pubblicato dalle Edizioni BD;
- Tiziano Sclavi, Kerry il trapper. Volume primo, Milano, Edizioni BD, 2008, ISBN 88-6123-186-1.
- Tiziano Sclavi, Kerry il trapper. Volume secondo, Milano, Edizioni BD, 2008, ISBN 88-6123-216-7.

## Trama
Kerry Scott è un giovane ragazzo proveniente da Nantucket, alla ricerca del padre scomparso. Le tracce lasciate dal genitore lo conducono nella terra selvaggia dello Yellowstone. Lì si mette alla ricerca della Valle del Silenzio, un luogo sacro per i nativi americani, e secondo le leggende ricco di tesori e altri prodigi.
Lungo il suo cammino stringe amicizia con il taciturno indiano Queeg e il miope e burbero trapper scozzese Rusty Mc Bull. Con i due compagni Kerry impara a vivere nell'insidiosa foresta vergine del Nord America, apprendendo le basilari tecniche di sopravvivenza ed affrontando sfide a rischio della propria vita. Solo dopo aver superato tali difficoltà riesce a scoprire che suo padre è morto, ucciso da un altro trapper alla ricerca del tesoro, e a vendicare la morte del genitore.
Dopo queste prime avventure, al pari di prime tappe di un viaggio iniziatico, Kerry decide di stabilirsi nello Yellowstone e vivere finalmente da uomo a contatto con la natura incontaminata, nelle rischiose terre di confine.

## Elenco degli episodi
La serie vennepubblicata in appendice alla Collana Araldo, dal n. 197 (gennaio 1983) al n. 221 (gennaio 1985):
| Nr. | Titolo                       | Data pubblicazione | Soggetto                            | Sceneggiatura      | Disegni                             | Copertina |
| --- | ---------------------------- | ------------------ | ----------------------------------- | ------------------ | ----------------------------------- | --------- |
| 1   | Kerry il trapper             | gennaio 1983       | Tiziano Sclavi                      | Tiziano Sclavi     | Marco Bianchini                     | -         |
| 2   | Fuga senza scampo            | febbraio 1983      | Tiziano Sclavi                      | Tiziano Sclavi     | Marco Bianchini                     | -         |
| 3   | L'abisso                     | marzo 1983         | Tiziano Sclavi                      | Tiziano Sclavi     | Stefano Di Vitto, Domenico Di Vitto | -         |
| 4   | L'assassino                  | aprile 1983        | Tiziano Sclavi                      | Tiziano Sclavi     | Stefano Di Vitto, Domenico Di Vitto | -         |
| 5   | La valle del silenzio        | maggio 1983        | Tiziano Sclavi                      | Tiziano Sclavi     | Stefano Di Vitto, Domenico Di Vitto | -         |
| 6   | I guerrieri senza volto      | giugno 1983        | Tiziano Sclavi                      | Tiziano Sclavi     | Marco Bianchini                     | -         |
| 7   | L'artiglio di Spectre        | luglio 1983        | Tiziano Sclavi                      | Tiziano Sclavi     | Marco Bianchini                     | -         |
| 8   | Colui-che-non-muore          | agosto 1983        | Tiziano Sclavi                      | Tiziano Sclavi     | Stefano Di Vitto, Domenico Di Vitto | -         |
| 9   | La vendetta di Okana         | settembre 1983     | Tiziano Sclavi                      | Tiziano Sclavi     | Stefano Di Vitto, Domenico Di Vitto | -         |
| 10  | Lo scheletro nel ghiaccio    | ottobre 1983       | Tiziano Sclavi                      | Tiziano Sclavi     | Stefano Di Vitto, Domenico Di Vitto | -         |
| 11  | Incubo                       | novembre 1983      | Tiziano Sclavi                      | Tiziano Sclavi     | Stefano Di Vitto, Domenico Di Vitto | -         |
| 12  | Il puma                      | dicembre 1983      | Tiziano Sclavi                      | Tiziano Sclavi     | Marco Bianchini                     | -         |
| 13  | L'uomo che veniva da lontano | gennaio 1984       | Tiziano Sclavi                      | Tiziano Sclavi     | Marco Bianchini                     | -         |
| 14  | Luna insanguinata            | febbraio 1984      | Tiziano Sclavi                      | Tiziano Sclavi     | Stefano Di Vitto, Domenico Di Vitto | -         |
| 15  | Le potenze delle tenebre     | marzo 1984         | Tiziano Sclavi                      | Tiziano Sclavi     | Stefano Di Vitto, Domenico Di Vitto | -         |
| 16  | La spada nera                | aprile 1984        | Giorgio Pelizzari dello staff di If | Giorgio Pelizzari  | Stefano Di Vitto, Domenico Di Vitto | -         |
| 17  | Tragico sogno                | maggio 1984        | Giorgio Pelizzari                   | Giorgio Pelizzari  | Stefano Di Vitto, Domenico Di Vitto | -         |
| 18  | La bestia                    | giugno 1984        | Giorgio Pelizzari                   | Giorgio Pelizzari  | Marco Bianchini                     | -         |
| 19  | La maledizione               | luglio 1984        | Giorgio Pelizzari                   | Giorgio Pelizzari  | Marco Bianchini                     | -         |
| 20  | L'uomo invisibile            | agosto 1984        | Marcello Toninelli                  | Marcello Toninelli | Stefano Di Vitto, Domenico Di Vitto | -         |
| 21  | L'avvoltoio sacro            | settembre 1984     | Marcello Toninelli                  | Marcello Toninelli | Stefano Di Vitto, Domenico Di Vitto | -         |
| 22  | L'indiano bianco             | ottobre 1984       | Marcello Toninelli                  | Marcello Toninelli | Stefano Di Vitto, Domenico Di Vitto | -         |
| 23  | La notte dei lupi            | novembre 1984      | Marcello Toninelli                  | Marcello Toninelli | Stefano Di Vitto, Domenico Di Vitto | -         |
| 24  | Minaccia dal cielo           | dicembre 1984      | Marcello Toninelli                  | Marcello Toninelli | Marco Bianchini                     | -         |
| 25  | Il demonio della montagna    | gennaio 1985       | Marcello Toninelli                  | Marcello Toninelli | Marco Bianchini                     | -         |